# Nile TV
Nile TV est une chaîne de télévision publique égyptienne. Rattachée à la radio-télévision nationale égyptienne (ERTU), elle est diffusée par voie hertzienne (UHF) ainsi que par satellite en Afrique du Nord, au Proche-Orient, en Europe et en Amérique du Nord. Ses programmes sont en anglais, en français et en hébreu. 
Chaîne de format généraliste, elle naît le 31 octobre 1994. Sa grille des programmes comprend des bulletins d'information, des reportages, des débats, des émissions culturelles ou touristiques et des variétés (sous forme de clips sous-titrés). 
Les objectifs de Nile TV sont multiples : en premier lieu, faire de ce média une vitrine du pays à l'étranger, et promouvoir le tourisme; en second lieu, présenter le point de vue du gouvernement égyptien sur la politique proche et moyenne orientale, et internationale en général; enfin mettre en valeur des aspects de la culture du pays (traditions, art de vivre, religion).
Nile TV diffuse deux heures de programmes en hébreu par jour. Cette initiative, prise afin de faciliter le dialogue interrégional et de briser les stéréotypes véhiculés tant du côté égyptien que du côté israélien, n'a cependant qu'une portée limitée, la chaîne n'étant généralement pas reprise sur les réseaux câblés israéliens. Elle est toutefois disponible en réception directe.